# Chamaesphecia minianiformis
Chamaesphecia minianiformis is een vlinder uit de familie van de wespvlinders (Sesiidae). De wetenschappelijke naam van de soort is voor het eerst geldig gepubliceerd in 1843 door  Freyer.